# HUB戏剧首选
HUB戏剧首选的英文名为HUB Drama First是新加坡星和有线电视的860频道，该频道与香港同步播出最新、最热播的香港TVB剧集，该频道备有粤语及华语双声道服务，同时也备有英文字幕服务。
2018年9月起，HUB戲劇首選轉型為亞洲戲劇點播，不僅提供與香港同步上線最新及熱播TVB劇集 (提供粵語原聲及國語配音)，更提供來自中國, 臺灣, 日本及韓國最新劇集，劇集上線後，則安排到HUB娛家戲劇台及HUB都會台播放。
该频道由星和电视(星和视界)拥有的，该电视台还有HUB Sensasi，HUB Sports Arena, HUB Sports，HUB都会台和HUB娱家戏剧台等频道。

## 相關
星和無線電視大獎2014